# Galería y Museo A. E. Backus
La Galería y Museo A. E. Backus (en inglés: A. E. Backus Gallery & Museum) se encuentra en el 500 de North Indian River Drive, en la localidad de Fort Pierce, Florida al sur de Estados Unidos. Este museo alberga obras de arte de AE Backus y otros artistas de la Florida. El museo contiene la mayor colección de pinturas de AE Backus, un prominente pintor de paisajes de la Florida.
La Galería y Museo A. E. Backus, es un centro de artes visuales pública fue fundado en 1960 por AE Backus y un grupo de entusiastas del arte local. Abierto cinco días a la semana desde octubre hasta mediados de junio ( hora de verano con cita previa ) el museo cuenta con la exhibición más grande de la nación de pinturas originales de Albert Ernest Backus (1906-90). El museo también se encarga de las ventas de consignación de pinturas Backus , así como otros artistas de renombre. Cuatro alas de exposición adicionales cuentan con exposiciones de obras de arte de artistas contemporáneos que se van cambiando regularmente.